# 外ヶ浜町立平舘中学校
外ヶ浜町立平舘中学校（そとがはまちょうりつ たいらだてちゅうがっこう）は、青森県東津軽郡外ヶ浜町平舘にあった公立中学校。2018年度（閉校時点）の生徒数は17名。

## 概要
- 本校は、外ヶ浜町の旧平舘村中心部にあり、旧平舘村域全域を学区としていた。
- なお、旧校舎は、災害発生時の指定避難所として使用される[1]。

## 沿革
- 1947年（昭和22年）
  - 4月1日 - 学校教育法（旧法）施行により、平舘村立石崎中学校設立。当時は、平舘小学校と石崎小学校校舎に併設し、石崎小学校に1学級、平舘小学校に2学級で発足。
  - 4月21日 - 開校式挙行。
- 1948年（昭和23年）12月25日 - 大字平舘字太郎ェ門沢にある旧海軍施設を改築した独立校舎落成。平舘・石崎の両小学校から生徒を移転させ、平舘村立平舘中学校と改称。
- 1957年（昭和32年）6月21日 - 学校所在住所が、太郎ェ門沢1番地となる。
- 1996年（平成8年）4月1日 - 旧平舘中学校と旧石浜中学校を統合し、根岸字湯の沢に校舎新築開校[2][3]。
- 2005年（平成17年）
  - 3月28日 - 外ヶ浜町誕生により、外ヶ浜町立平舘中学校に改称。
  - 11月 - 完全給食開始[4]。
- 2018年（平成30年）
  - 5月20日 - 本校と平舘小学校との最後の合同運動会が行われた[5]。
  - 10月7日 - 本校体育館にて閉校式挙行[6]。
- 2019年（平成31年）3月31日 - 蟹田中学校に統合され、閉校[7]。

## 学区
- 外ヶ浜町の旧平舘村全域。

## 周辺
- 湯の沢温泉
- 国道280号
- 外ヶ浜町立平舘小学校
- 外ヶ浜町役場平舘支所（旧:平舘村役場）

## アクセス
閉校時点
- 外ヶ浜町役場平舘支所から、徒歩約100m・約2分。
- 平舘小学校から、徒歩約800m・約15分（直線距離は近いが、道路の関係で遠回りとなる）。
- 外ヶ浜町循環バス「平舘支所前」バス停から、徒歩505m・約8分。

## 参考資料
- 『青森県教育史 別巻』（青森県教育委員会・1973年12月20日発行）「学校沿革 中学校」898頁「平舘中学校」